# Этцелькофен
Этцелькофен (нем. Etzelkofen) — бывшая коммуна в Швейцарии, в кантоне Берн. С 1 января 2014 года вошла в состав коммуны Фраубруннен.
До 2009 года входила в состав округа Фраубруннен, с 2010 года — в Берн-Миттельланд. Население составляло 334 человека (на 31 декабря 2006 года). Официальный код — 0537.